# Georges Feydeau
Georges Léon Jules Marie Feydeau (8. prosince 1862, Paříž – 5. června 1921, Rueil-Malmaison u Paříže) byl francouzský dramatik éry známé jako Belle Époque.

## Biografie
Narodil se v Paříži v dobře situované rodině spisovatele Ernesta-Aimé Feydeaua. Georgesova matka, polská imigrantka a neteř vikomta de Colonne, Léocadie Bogoslawa Zelewska, se často pohybovala ve vyšší společnosti, a tak se spekuluje, že Georges není Feydeauův syn. Mezi kandidáty na otce není nikdo menší než sám Napoleon III.

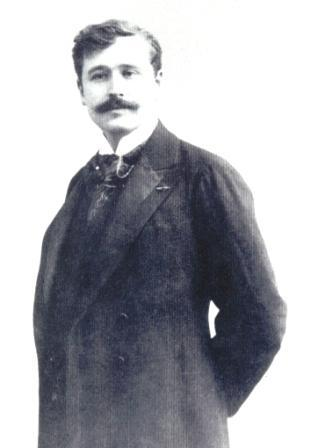
Georges Feydeau

K divadlu inklinoval již od útlého dětství. První hru prý napsal již v šesti letech. Byl nadán i malířsky, po celý život maloval a sbíral obrazy (jeho sbírka čítala přes 1000 obrazů). Během středoškolských studií napsal několik hrdinských dialogů a jako komediální autor debutoval v 21 letech. První triumf přišel o čtyři roky později a v roce 1892, tedy ve třiceti letech, se probojoval na špici francouzských autorů komedií své doby. Jeho frašky byly k vidění ve všech pařížských komediálních divadlech a brzy se rozšířily do celého světa.

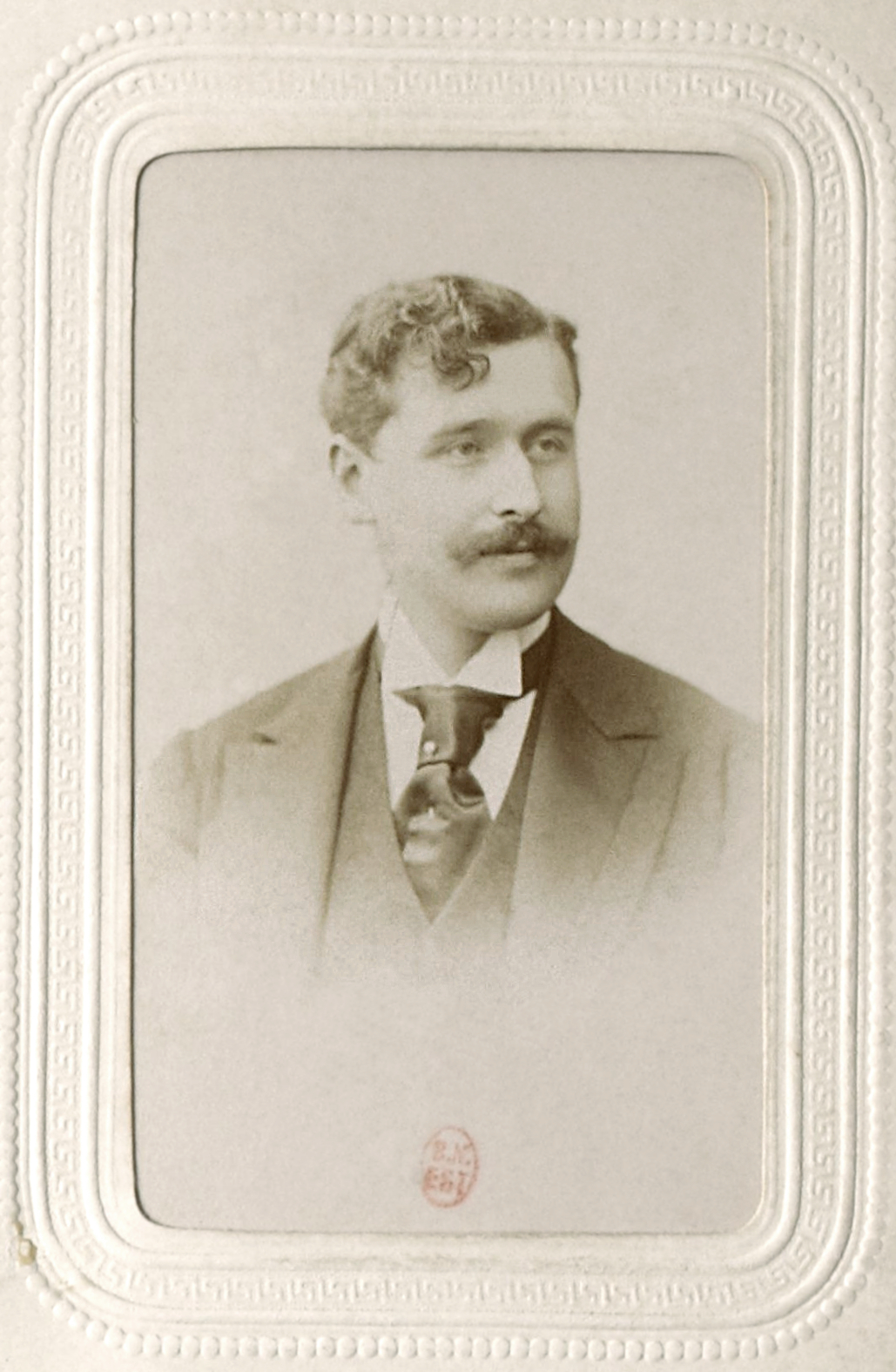
Georges Feydeau

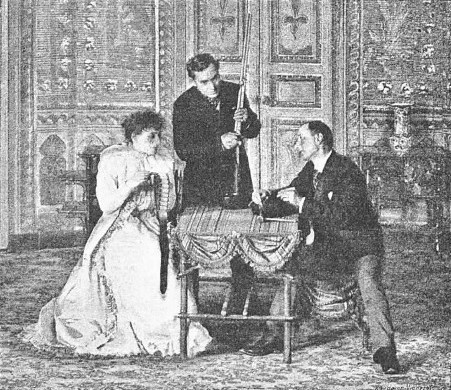
Scéna ze hry Pán loví

Miloval Paříž. Strávil tu v podstatě celý svůj život a většinu svých komedií zasadil právě sem. Navíc sám se dost nápadně podobal figurkám, o kterých tak bravurně psal. Byl typickou ukázkou šviháka přelomu století. Štíhlý elegán, milující umění, noční život a poker, s milionovými dluhy, do kterých se dostal spekulacemi na burze.
Konec života však neprožil někdejší bonviván zrovna šťastně. Onemocněl syfilidou a trápily ho stále těžší deprese, neschopnost koncentrace, poruchy spánku, a dokonce záchvaty šílenství. V posledních pěti letech už nebyl schopen vůbec tvořit. Roku 1919 ho synové odvezli do sanatoria v Rueil u Paříže, kde zemřel 5. června 1921. Byl pochován na hřbitově Montmartre v Paříži.
Napsal asi dvacet celovečerních her, kolem dvaceti jednoaktovek, několik dramatických monologů, tři operety a jedno baletní libreto. Pro velké úspěchy svých frašek je nazýván „králem vaudevillu“, který obohatil o hlubší charakteristiku postav. Jeho hry, psané vlastně jako morality, vynikají technickou propracovaností, živými dialogy a nevázanou komikou. Jejich námětem jsou různá milostná dobrodružství, která se stávají veřejným tajemstvím i přes snahu je utajit. Vznikají tak bláznivé zápletky a jedna absurdní situace za druhou. V poslední fázi své tvorby zúročil své zkušenosti z vaudevillu v novém žánru označovaném jako manželská fraška (farce congugale). Jde o pět jednoaktových her na téma problémů a krize manželství, ve kterých vtip a lehkost dřívějších komedií zhutnil do trpké sarkastické zkratky, kterou sahá až na dřeň vztahů. Aktovky nazval souhrnně Od svatby k rozvodu (Du mariage au divorce) a zařadil se jimi mezi moderní dramatiky.
Jeho hry byly také často zfilmovány. Na webu IMDB (Internet Movie Database) je uvedeno více než 220 filmových a televizních adaptací jeho her z let 1912 až 2013.

## Feydeau o komedii
Ptáte se mne, jak se píše fraška. Vezměte si tu nejtragičtější situaci, která by šokovala i zřízence v márnici, a vyhledejte její směšnou stránku. Žádné lidské drama není bez žertovných aspektů. Tím si lze také vysvětlit, proč jsou tzv. komediální autoři tak smutní – myslí totiž především „smutně“.

## Dílo (výběr)
- Amour et Piano (1883, Láska a piano), autorův oficiální divadelní debut (do té doby jeho hry hrály pouze amatérské soubory). Publikum hru přijalo dost vlažně, ale odborná kritika autora povzbudila. Pochválil ji i nejslavnější francouzský autor komedií té doby Eugène Labiche.
- Tailleur pour dame (1886, Dámský krejčí), fraška ve vaudevillovém stylu, první autorova slavná hra.[5]
- La Lycéenne (1887, Lyceistka), opereta, hudba Gaston Serpette.
- Chat en poche (1888, Zajíc v pytli).
- Les Fiancés de Loches (1888, Snoubenci z Loches).
- L'Affaire Édouard (1889, Eduardova aféra).
- Le Mariage de Barillon (1890, Barillonova svatba), také jako Manželství na druhou, tlouštík Barillon si proti její vůli bere krásnou Virginii, ovšem chybný zápis v matrice způsobí, že se ožení s vlastní tchyní, paní Jambartovu.
- Monsieur chasse! (1892, Pán loví!), Monsieur Duchatel pravidelně pod záminkou lovu uskutečňuje schůzky se svou milenkou Madame Cassagne. Jeho manželka Leontina přijímá ze msty nabídku svého nápadníka dr. Moriceta. Problém je v tom, že oba páry se ocitnou ve stejné budově.
- Champignol malgré lui (1892, Champignolem proti své vůli), společně s Mauricem Desvallièresem, česky také jako Potrestaný záletník. Hrabě de Saint Florimond se pokouší navázat důvěrnější vztah k paní Angelice Champignolové a díky nešťastné shodě náhod je nucen předstírat, že je její manžel.
- Le Système Ribadier (1902, Systém pana Ribadiera), profesor Ribadier vynalezl geniální způsob, jak si v manželském životě užívat romantické eskapády: hypnotizuje svoji ženu Angelu.
- Un fil à la patte (1894, Taková ženská na krku), také jako Fernadova svatební smlouva nebo Proutník pod pantoflem, záletník Fernand de Bois se má oženit s dívkou Vivianou, která je jedinou dcerou ctihodné pařížské baronky, nemá však odvahu to přiznat své dosavadní a temperamentní milence, šantánové zpěvačce Lucettě.
- L'Hôtel du libre échange (1894, Noc v hotelu Eden), společně s Mauricem Desvallièresem, také jako Noc v Edenu.
- Le Ruban (1894, Vyznamenání), hlavní hrdina je sžírán touhou dostat řád čestné legie, který nakonec dostane jeho manželka za charitativní práci.
- Le Dindon (1896, Ťululum), také jako Ten kdo utře nos, mladý muž se ocitne mezi dvěma ženami, které se chtějí pomstít svým manželům za nevěru.
- La Dame de chez Maxim (1899, Dáma od Maxima), nebo také Slečna od Maxima. Lékař najde po flámu ve svém bytě lehkou děvu a nemůže si vzpomenout, jak se k němu dostala, a je nucen jí vydávat za svou manželku.
- La Duchesse des Folies-Bergère (1902, Vévodkyně z Folies-Bergère), česky jako Vévodkyně Crevetta.
- L'Âge d'or (1905, Zlatá doba).
- Le Bourgeon (1906, Pupenec), hra o mladém seminaristovi zamilovaném do kurtizány.
- La Puce à l'oreill (1907, Brouk v hlavě).
- Occupe-toi d'Amélie (1908, Postarej se o Amálku).
- Feu la mère de Madame (1908, Nebožka panina matka), jednoaktovka, první ze série Od manželství k rozvodu. Lucián, pokladník obchodního domu Lafayette s ambicemi malíře, se pozdě v noci vrací domů z plesu umělců. Zapomene si klíče, a proto musí vzbudit svou ženu Ivonu, která se rozhodne jen tak mu celou záležitost nedarovat.
- Le Circuit (1909, Šampióni), společně s Francisem de Croissetem, revuální komedie o automobilových závodech a honbě za láskou.
- On purge bébé (1910, Dáváme děťátku klystýr), jednoaktovka, hořká komedie o manželství, ve kterém manželka terorizuje své okolí.
- Cent millions qui tombent (1910, Když prší miliony).
- Mais n'te promène donc pas toute nue! (1911, Neběhej mi tady nahá!), jednoaktovka.
- Léonie est en avance (1911, Leona si pospíšila), jednoaktovka pojednávající o hysterickém prožívání hysterického (neexistujícího) těhotenství mladé paní Leony, při kterém je předpokládaný otec poddajným partnerem..
- Je ne trompe pas mon mari (1914, Úplně zbytečné parohy).
- Hortense a dit: "Je m'en fous!" (1916, „Kašlu na to!“, řekla Hortensie), jednoaktovka. Zubař Follbraguet je frustrovaný svou bezcitnou manželkou Marcelou a prostořekou cílevědomou hospodyni Hortensií. Malicherné spory v domácnosti přerůstají v nelítostnou válku, v níž slabý a průměrný muž ztrácí postupně autoritu i důstojnost.

## Česká vydání a překlady

### Knihy
- Ťululum, Dilia, Praha 1963, přeložil Josef Čermák, znovu 1987.
- Postarej se o Amálku, Dilia Praha 1966, přeložila Ida de Vries.
- Potrestaný záletník, Dilia, Praha 1967, přeložila Ida de Vries.
- Taková ženská na krku, Dilia, Praha 1968, přeložila Eva Bezděková.
- Slečna od Maxima, Dilia, Praha 1968, přeložil Sergej Machonin.
- Brouk v hlavě, Dilia, Praha 1968, přeložili Milena a Josef Tomáškovi.
- Úplně zbytečné parohy, Dilia, Praha 1970, přeložila Eva Bezděková.
- Zajíc v pytli, Dilia, Praha 1972, přeložil Vlastimil Říha.
- Dámský krejčí, Dilia, Praha 1972, přeložil Luděk Kárl.
- Dáma od Maxima, Dilia, Praha 1979, přeložili Alexander Jerie a Valeria Sochorovská.
- Ten, kdo utře nos, Dilia, Praha 1993, přeložila Eva Bezděková.
- Leona si pospíšila; Nebožka panina matka, Národní divadlo, Praha 1995, přeložil Roman Císař.
- Brouk v hlavě, Městské divadlo Brno 1996, přeložili Marie Veselá-Dugrangee a Gustav Skála.
- Manželství na druhou aneb Barillonova svatba, Městské divadlo Brno 2001, přeložili Zuzana a Drahomíra Mošovy, znovu Dilia, Praha 2002.
- Taková ženská na krku, Národní divadlo Brno 2005, přeložila Daniela Jobertová, znovu Divadlo Josefa Kajetána Tyla, Plzeň 2012.

### Ostatní překlady (výběr)
- 1905: Vévodkyne Crevetta, přeložil V. Táborský.[6]
- 1966: Noc v Edenu, přeložil Jiří Mucha.[7]
- 1981: Champignolem proti své vůli, přeložila Eva Bezděková.[6]
- 2005: Dámský krejčí, přeložil Michal Lázňovský.[8]
- 2005: Šampióni, přeložil Michal Lázňovský.[9]
- 2008: Systém pana Ribadiera, přeložil Alexander Jerie.[10]
- 2010: Dáváme dětátku klystýr!, přeložil Roman Císař.[11]
- 2010: „Kašlu na to!“, řekla Hortensie, přeložil Roman Císař.[11]